# Attus johannae
Attus johannae är en spindelart som beskrevs av Butler 1879. Attus johannae ingår i släktet Attus och familjen hoppspindlar. Inga underarter finns listade.